# Rosario Luchetti

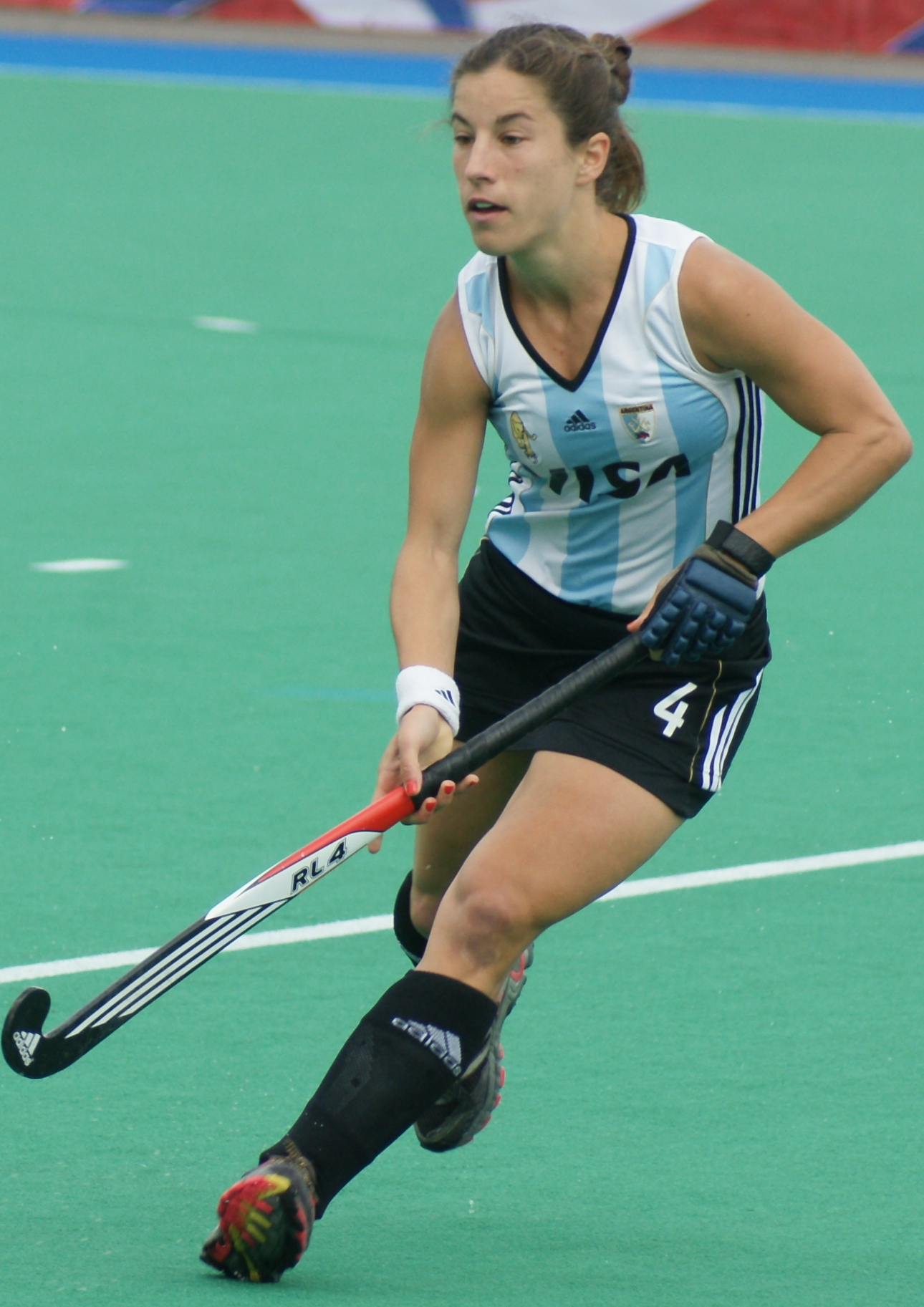
Rosario Luchetti (2010)

Rosario Luchetti (* 4. Juni 1984 in Buenos Aires) ist eine argentinische Hockeyspielerin. Sie gewann mit der argentinischen Nationalmannschaft bei Olympischen Spielen eine Silber- und eine Bronzemedaille und war Weltmeisterin 2010 sowie Weltmeisterschaftsdritte 2006 und 2014.

## Sportliche Karriere
Die 1,60 m große Mittelfeldspielerin war von 2005 bis 2014 Mitglied der argentinischen Nationalmannschaft, nach fünf Jahren Pause kehrte sie 2019 ins Team zurück. Sie bestritt 290 Länderspiele, in denen sie 27 Tore erzielte.
2006 bei der Weltmeisterschaft in Madrid belegten die Argentinierinnen in der Vorrunde den zweiten Platz hinter den Australierinnen. Im Halbfinale unterlagen sie den Niederländerinnen mit 1:3, im Spiel um Bronze besiegten sie die Spanierinnen mit 5:0. 2007 gewann Luchetti mit der argentinischen Mannschaft den Titel bei den Panamerikanischen Spielen in Rio de Janeiro. Bei den Olympischen Spielen 2008 in Peking belegten die Argentinierinnen in ihrer Vorrundengruppe den zweiten Platz hinter den Deutschen, wobei die Argentinierinnen den direkten Vergleich mit 4:0 gewonnen hatten. Im Halbfinale unterlagen sie den Niederländerinnen mit 2:5. Im Spiel um den dritten Platz trafen die Argentinierinnen wieder auf die Deutschen und siegten mit 3:1. Den ersten Treffer im Spiel um die Bronzemedaille erzielte Luchetti nach einer Strafecke.
2010 war Argentinien gastgebende Nation bei der Weltmeisterschaft in Rosario. Die Argentinische Mannschaft gewann alle fünf Spiele der Vorrunde. Im Halbfinale besiegten die Argentinierinnen die deutsche Mannschaft mit 2:1 und im Finale gewannen sie mit 3:1 gegen die Niederländerinnen. 2011 nahm Rosario Luchetti an den Panamerikanischen Spielen in Guadalajara teil, die Argentinierinnen unterlagen im Finale der Mannschaft aus den Vereinigten Staaten. Bei den Olympischen Spielen 2012 in London lagen nach der Vorrunde die Mannschaften aus Argentinien, Neuseeland und Australien nach Punkten gleichauf. Dank des besseren Torverhältnisses kamen die Argentinierinnen und die Neuseeländerinnen weiter. Im Halbfinale besiegten die Argentinierinnen die britische Mannschaft mit 2:1, im Finale unterlagen sie den Niederländerinnen mit 0:2.
Im Juni 2014 fand die Weltmeisterschaft in Den Haag statt. Die Argentinierinnen belegten in der Vorrunde den zweiten Platz hinter dem Team aus den Vereinigten Staaten. Im Halbfinale unterlagen die Argentinierinnen den Niederländerinnen mit 0:4, das Spiel um den dritten Platz gewannen sie mit 2:1 gegen das US-Team. Nach fünf Jahren Pause kehrt Luchetti 2019 in die Nationalmannschaft zurück.  2019 gewann die argentinische Mannschaft die Goldmedaille bei den Panamerikanischen Spielen in Lima.
Rosario Luchetti spielte auf Vereinsebene für den Belgrano AC.